# غزال طومسون
غزال طومسون أو غزال تومسون (الاسم العلمي: Eudorcas thomsonii) اسمه مأخوذ عن اسم مستكشفه الاسكتلندي جوزيف طومسون. تعداد هذا النوع من الغزلان يتجاوز 500 ألف ويكثر في شرق أفريقيا. ارتفاعه 55 إلى 83 سنتيمتر (22 إلى 32 بوصة) وطوله 80 إلى 120 سنتيمتر (31 إلى 47 بوصة). يزن 15 إلى 25 كيلوغرام (33 إلى 55 رطل) في الإناث، 20 إلى 35 كيلوغرام (44 إلى 77 رطل) في الذكور. جسمه بني اللون وبطنه بيضاء مع زوج من الخطوط السوداء على جانبيه. قرونه طويله ومدببة مع انحناء طفيف.

## اقرأ كذلك
- غزال